# Philippe de Clermont
Philippe Henri Arnout de Clermont, né le 18 janvier 1831 à Paris où il est mort le 12 janvier 1921, est un scientifique français.
Docteur ès-sciences physiques. Sous-directeur du laboratoire de Sainte-Claire-Deville, à la Sorbonne, puis conservateur des collections de chimie à l'École polytechnique. Membre fondateur de la Société de chimie de France
fils de Auguste de Clermont (1797-1841) et de Helmine Hessler (1801-1867)

## Travaux
- Synthèse du pyrophosphate de tetraethyl (en) (TEPP) avec Wladimir P. Moshnin,  laboratoire de  Adolphe Wurtz à Paris (1854)[4].
- Recherches sur les composés octytiques, Paris, V. Masson , 1870
- Application du sulfure de Manganèse comme couleur plastique, Mulhouse , 1890